# 富拉圖
富拉圖（義大利語：Furato，在米蘭方言為Firatt）是義大利因韋魯諾的村莊。

## 歷史
富拉圖位於因韋魯諾的東部，朝卡索雷斯（Casorezzo）方向，從中世紀起，直到1870年都是自治市。
幾個世紀以來，它相對於因韋魯諾在農村地區處於孤立狀態，這有利於自治發展，在方言方面具有強大的語言差異，以及完全基於農業的經濟體系。
根據1751年人口普查，本鎮有165人，1805年宣布成立義大利王國時似乎有132個居民。1809年它通過皇家法令成為因韋魯諾的轄區，隨著奧地利人的歸來，恢復為自治市。1870年再次歸因韋魯諾管轄。